# Armando Nannuzzi
Armando Nannuzzi (Rome, 21 september 1925 – Ostia, 14 mei 2001) was een Italiaans cameraman.
Nannuzzi begon zijn loopbaan in 1942 als filmoperateur. Vanaf 1955 ontwikkelde hij zich tot een van de belangrijkste cameramannen in de Italiaanse filmindustrie. Hij won dan ook vijf keer de Nastro d'argento voor beste fotografie en hij werd eveneens vijf keer genomineerd voor dezelfde categorie. Zijn handelsmerk was het gebruik van licht- en schaduweffecten.
Tijdens zijn loopbaan werkte hij meermaals samen met belangrijke Italiaanse filmregisseurs als Luchino Visconti, Luigi Comencini, Mauro Bolognini, Liliana Cavani en Franco Zeffirelli. Ook in de rest van Europa en in Hollywood werd Nannuzzi ingezet. Hij filmde voor regisseurs als Bernhard Wicki, Edouard Molinaro, Sergej Bondartsjoek, André Cayatte, John Sturges en Roger Corman. Hij verloor een oog tijdens opnamen voor de film Maximum Overdrive (1986).
Nannuzzi overleed in 2001 op 75-jarige leeftijd.

## Filmografie (selectie)
- 1956 - La donna del giorno (Francesco Maselli)
- 1959 - La notte brava (Mauro Bolognini)
- 1960 - Il bell'Antonio (Mauro Bolognini)
- 1962 - Boccaccio '70 (episode Renzo e Luciana van Mario Monicelli)
- 1962 - Senilità (Mauro Bolognini)
- 1962 - Una vita violenta (Paolo Heusch en Brunello Rondi)
- 1963 - La visita (Antonio Pietrangeli)
- 1963 - Il boom (Vittorio De Sica)
- 1964 - The Visit (Bernhard Wicki)
- 1965 - Io la conoscevo bene (Antonio Pietrangeli)
- 1965 - Il compagno don Camillo (Luigi Comencini)
- 1965 - Vaghe stelle dell'orsa (Luchino Visconti)
- 1965 - La bugiarda (Luigi Comencini)
- 1969 - Porcile (Pier Paolo Pasolini)
- 1969 - The Damned (Luchino Visconti)
- 1969 - Un bellissimo novembre (Mauro Bolognini)
- 1970 - Waterloo (Sergej Bondartsjoek)
- 1971 - Per grazia ricevuta (Nino Manfredi)
- 1972 - Ludwig (Luchino Visconti)
- 1972 - Le avventure di Pinocchio (televisieserie) (Luigi Comencini)
- 1973 - My Name is Nobody  (Tonino Valerii)
- 1973 - Chino (John Sturges)
- 1977 - Gesù di Nazareth (televisieserie) (Franco Zeffirelli)
- 1978 - La Cage aux folles (Edouard Molinaro)
- 1978 - La Raison d'État (André Cayatte)
- 1980 - La Cage aux folles 2 (Edouard Molinaro)
- 1980 - La pelle (Liliana Cavani)
- 1982 - La Nuit de Varennes (Ettore Scola)
- 1983 - Sahara (Andrew V. McLaglen)
- 1984 - Le Bon Roi Dagobert (Dino Risi)
- 1985 - Silver Bullet (Daniel Attias)
- 1986 - Maximum Overdrive (Stephen King)
- 1987 - Gli occhiali d'oro  (Giuliano Montaldo)
- 1989 - Buon Natale... buon anno (Luigi Comencini)
- 1990 - Frankenstein Unbound (Roger Corman)
- 1993 - Dove siete? Io sono qui (Liliana Cavani)
- 1998 - Incontri proibiti (Alberto Sordi)